# Marcelino Díaz Suárez
Marcelino Díaz Suárez (Las Palmas de Gran Canaria, 8 d'octubre de 1973) és un futbolista canari, que ocupa la posició de davanter.

## Trajectòria
Sorgeix del filial de la UD Las Palmas. Amb els gran canaris debuta a Segona Divisió a la temporada 96/97, sumant dos partits, mentre que a l'any següent esdevé titular, amb 12 gols en 32 partits. Eixa bona xifra li val el seu fitxatge per l'altre gran equip de l'arxipèlag, el CD Tenerife. Amb els tinerfenys hi debuta a primera divisió, però tot just disputa quatre partits.
La segona meitat de la temporada 98/99 la passa al CA Osasuna. Després d'un any a Portugal, retorna a la categoria d'argent en incorporar-se a les files del Recreativo de Huelva, on és suplent. A partir del 2001, la seua carrera prossegueix per divisions més modestes.

### Equips
- 93/96 Las Palmas B
- 96/98 UD Las Palmas
- 98/99 CD Tenerife
- 98/99 CA Osasuna
- 99/00 U. Leiria
- 00/01 Recreativo de Huelva
- 01/03 AD Ceuta
- 02/03 UD Lanzarote
- 03/04 Vecindario
- 04/05 Guijuelo
- 05/07 Fuenlabrada
- 07/... Orientación Marítima